# Шёберг, Аксель (художник)
Аксель Шёберг (швед. Johan Axel Sjöberg; 6 ноября 1866, Стокгольм — 5 октября 1950, Стокгольм) — шведский художник, фотограф, литератор.
Значительную часть своего творчества посвятил изображению Стокгольмского архипелага. В частности, в 1900 году самостоятельно книгу «Среди островков и скал» (швед. Bland kobbar och skär), включавшую пейзажные рисунки и прозаические зарисовки, — книга была переиздана в 1958 году. Особенно тесно был связан с деревушкой Сандхамн, где художник в 1913 году оборудовал свою студию (теперь перед домом установлен памятник Шёбергу работы Карла Эльда). Выступал также как книжный график, в том числе в прижизненных изданиях Августа Стриндберга, который одобрял и поддерживал молодого художника.